# Парижко метро
Парижкото метро (на френски: Métro de Paris) е градски подземен обществен железопътен транспорт, разположен в Париж, сред най-големите обществени транспортни системи в света.
Метрото е открито на 19 юли 1900 г. Разполага с 16 линии и 380 метростанции. Градската мрежа е разширена с допълнителна независима мрежа от железопътен транспорт, обслужващ предградията на френската столица, известна като RER.
Парижкото метро се управлява от компанията RATP (на френски: Régie autonome des transports parisiens), която осигурява също и управлението на градския транспорт в региона на Париж. Първоначално, до 1948 г., подземната транспортна система е управлявана от компанията Chemin de Fer Métropolitain de Paris (C.M.P) известна по-скоро със съкратеното име „Métropolitain“, откъдето произлиза и съкращението Métro, придобило популярност и прието като име за цялата мрежа.

## Технически характеристики
Парижкото метро има 16 линии, две от които второстепенни, номерирани от 1 до 14. Двете допълнителни линии, които се смятат за отделни, първоначално се използват като разклонения на линиите 3 и 7 и са номерирани съответно 3bis и 7bis. Метрото разполага с 297 метростанции, а общата дължина на всички линии е 211,3 km. (Тези данни не включват RER мрежата.) Средното разстояние между станциите е приблизително 562 m. Всички мотриси спират на всички станции, като всяка линия обслужва независима платформа.
Линии 1 и 14 се управляват автоматично, т.е. влаковете се движат без машинисти.
През 2004 г. годишният трафик на Парижкото метро е оценен на 1,336 млрд. пътници. Средната скорост на подвижния състав е 35 km/h, като максималната е ограничена на 70 km/h (80 km/h за линия 14). Релсовият път е с нормално междурелсие (1435 mm), но мотрисите са по-тесни от стандартните железопътни вагони. Голяма част от вагоните са оборудвани с метални колела с изключение на линиите 1, 4, 6, 11 и 14, където те са гумени. Дължината на метросъставите варират в между три и шест вагона зависимост от линията.
Захранването на подвижния състав се осъществява чрез допълнителна трета релса, по която се подава постоянно напрежение от 750 V.

## Условия за пътуване
Парижкото метро е отворено за превоз на пътници всеки ден от 5:30 до 1:15 часа (2:15 във вечер преди почивен ден). Превозите се извършват срещу редовен билет или абонаментна карта. Превозните документи се валидират на влизане и позволяват неограничен брой пътувания по всички линии, ако не се излиза от метрото.
В зависимост от продължителността на валидност съществуват няколко вида превозни документи:
- билет за единично пътуване (наречен Ticket t+) – за пътуване по всички линии на метрото, без то да се напуска в рамките на 2 часа; цената му е 2,10 евро към 3 януари 2023 г.[2], а цената на талон от 10 билета е 12 евро;
- еднодневна карта за многократно пътуване (наречена Mobilis) – за пътуване по всички линии на метрото в рамките на ден;
- седмична или месечна абонаментна карта (наречена Carte Orange) – за пътуване по всички линии на метрото в рамките на календарна седмица (от понеделник до неделя) или календарен месец (първи до последен ден на месеца);
- годишна карта (наречена Carte Integrale или imagine R за студентите) – за пътуване по всички линии на метрото в рамките на календарна година.

Всички превозни документи са снабдени с магнитна лента, на която се отбелязват датата и часът на влизане в метрото при валидиране. През последните години навлиза в употреба и безконтактна карта с чип (passe Navigo), която замества картите с магнитни ленти.

## История
Първата подземна линия на метрото е пусната в експлоатация през 1900 г. Тя свързва крайните източна и западна точки на Париж и преминава край десния бряг на Сена и под известния булевард Шанз-Елизе.
Разширяването на мрежата се извършва на 3 основни етапа:
- между 1900 и 1930 г., когато се построяват основните линии на метрото, главно във вътрешността на Париж;
- между 1930 и 1950 г., когато мрежата се разширява и достига до близките предградия на френската столица;
- между 1960 и 1980 г., когато се развива железопътна мрежа, свързваща Париж с далечните предградия, известна като RER.

Последната линия на метрото (номер 14) е пусната в експлоатация на 15 октомври 1998 г. и е напълно автоматизирана.

### Предистория
Първите планове за построяване на железопътна мрежа в Париж датират още от средата на ХІХ век. Между 1856 и 1890 г. се появяват няколко сериозни проекта за изграждане на подземна или въздушна мрежа, но нито един от тях не се осъществява.
Главните причини пречещи на реализацията на проектите са няколко. На първо място е противопоставянето на две основни идеи между градските власти от една страна, които желаят да построят мрежа, обслужваща единствено Париж и железопътните компании заедно с правителството от друга, които предпочитат по-широка мрежа, свързваща основните гари и съседните региони. Друга причина за липсата на реализация е изборът на основна задвижваща сила, който се колебае между електричество и пара. На трето, но не и на последно място, като причина е липсата на консенсус за избор на вида на мрежата. По онова време се смята, че подземните станции вредят на здравето на пътниците, а въздушната мрежа е отбягвана поради естетически причини, свързани с архитектурата на града.
Междувременно някои други големи градове построяват първите градски железопътни мрежи – Лондон (1863), Ню Йорк (1867) и Будапеща (1896). В същото време в Париж условията за движение се влошават и с наближаването на Световното изложение през 1900 г. градските власти решават да предприемат мерки за изграждане на железопътна мрежа в града.
На 20 април 1896 г. проектът на Фюлжанс Биенвеню и Едмонд Юе е приет и е обявено, че реализацията на „градска железопътна мрежа“ в Париж е от изключително обществено значение със закон от 30 март 1898 г. Този закон предвижда построяването на 6 линии с обща дължина от 65 km и 3 допълнителни линии. Според приетите планове парижкото метро трябва да бъде подземно, с електрическа тяга и нормално междурелсие.
Първата копка на метрото е направена на 4 октомври 1898 г. в рамките на договор подписан между градските власти на Париж и CMP – Компания за железопътен транспорт в Париж (Compagnie du chemin de fer Métropolitain de Paris)

### Началото (1900 – 1930)
Първоначалният проект предвижда изграждането на кръгова линия Étoile-Nation-Étoile и две прави линии, една север-юг (Porte de Clignancourt-Porte d'Orléans) и една изток-запад (Porte de Vincennes – Porte Maillot).
Първата линия (Porte de Vincennes – Porte Maillot) е пусната в експлоатация на 19 юли 1900 г. На тази дата линията е открита само с 8 от 18-те предвидени станции, като останалите 10 са отворени август същата година. Входовете на метрото са проектирани от Ектор Гимар в стил ар нуво. Декември същата година част от втората линия на метрото също е пусната в експлоатация.
На 31 януари 1904 г. е подписан договор с друга компания, наречена „Дружество за подземен електрически железопътен транспорт Север-Юг в Париж“ (Société du chemin de fer électrique souterrain Nord-Sud de Paris) за изграждане на линия между Montmartre и Porte de Versailles. Тази линия е пусната в експлоатация на 4 ноември 1910 г. Двете компании използват съвместимо оборудване, но се различават по декорацията на станциите и подвижния състав. Те съществуват самостоятелно до 1929 г. когато са обединени в CMP.
През 1913 г. метрото в Париж има 10 линии: 8 на CMP и 2 на Nord-Sud. Мрежата продължава да се разраства и през годините след Първата световна война. В периода между 1920 и 1935 г. се откриват 3 нови линии.

### Достъп до предградията (1930 – 1950)
През 1929 г. местните власти решават да разширят мрежата на метрото, за да може тя да достигне до близките предградия на Париж. Планът предвижда общо 15 разширения.
Повечето предвидени продължения се осъществяват към края на 1930-те години, но Втората световна война задължава властите да изоставят част от планираните проекти. През 1949 г. метрото наброява вече 9 продължения към предградията изградени на линиите 1, 3, 5, 7, 9, 11 и 12.
На 1 януари 1942 CMP се обединява с компанията за градски транспорт в парижкия регион, която управлява автобусния транспорт. По-късно, през 1949 г., управлението на градския транспорт в Париж се поема от новосъздадената компания RATP.

### Модернизация и разширяване (1960 – 1990)
През 50-те години на 20 век разширяването на метрото се преустановява. Основните усилия на RATP са насочени към подновяването на подвижния състав, който е достатъчно остарял след повече от 50 години употреба. Остарелите мотриси тип „Sprague“ на някои линии се подменят с нови съчленени вагони тип „MP-55“ и „MP-59“, при които металните колела отстъпват на гумени. В средата на 60-те започва подновяване на подвижния състав и на останалите линии, но при повечето от тях колелата са метални.
В края на 60-те две от разклоненията на линиите 3 и 7 се отделят в независими линии, наречени съответно 7bis (през 1967) и 3bis (през 1971). На 9 ноември 1976 г. се открива и нова линия на метрото, която всъщност обединява две стари линии и осъществява връзка между гарите Сен Лазар и Монпарнас. През този период и в годините след това някои от линиите като 3, 7, 8 и 13 се удължават, за да достигнат до по-далечни точки в предградията.
В същото време между 1950 и 1980 г. населението в парижкия регион се увеличава и изпитва остра нужда от транспорт свързващ близките и далечни предградия със столицата. Тъй като метрото не е пригодено да достигне до по-далечните предградия на Париж, градските власти решават да създадат нова мрежа от железопътен транспорт, която да обслужва тези части и да бъде свързана с метрото. Предложената регионална система става известна под името Регионална експресна мрежа (Réseau Express Régional, RER). Двете линии, свързващи северните с южните предградия и източните със западните, преминаващи през центъра на града, са пуснати в експлоатация на 9 декември 1977 г. и се превръщат в едни от най-използваните градски линии в света.
Поради високата цена на линиите RATP се отказва да продължи развитието на RER мрежата и предоставя тази възможност на SNCF – националната железопътна компания на Франция. През 1979 г. и 1987 г. SNCF открива сътответно 2 нови линии, които свързват северните и южните предградия с Париж.

### Автоматизация (след 1990)
На 15 октомври 1998 г. се открива първата изцяло нова линия на метрото след повече от 70 години. Това е първата и единствена за сега изцяло автоматизирана линия и е оборудвана с автоматични врати, които не позволяват достъпа да коловозите. През 2003 г. е продължена и свързва библиотеката „Франсоа Митеран“ в югоизточната част на Париж с гарата Сен Лазар. Основната ѝ цел е да поеме част от трафика в Париж на линия А на RER мрежата и да свърже 2 от главните гари на града. През 2007 г. линията ще бъде продължена и нова станция ще бъде добавена.
През 1999 г. се открива и нова линия на RER мрежата, която свързва източните предградия с Париж. Тази линия е свързана с метрото в 2 главни точки в столицата на Франция – гарата Сен Лазар и Gare du Nord.
В периода между 2008 – 2012 г. са предвидени продължения на линиите 4, 8, 12 и 13, към предградията на Париж. RATP планира също да извърши модернизация на съществуващите линии след 2007 г. За целта е предвидено производството на 805 нови мотриси тип MF2000, които ще заменят настоящите по линия 2, 5 и 9. Предвидена е също и доставката на 49 автоматизирани мотриси тип MP05, които през 2010 г. ще се движат по линия 1.

## Линии
Парижкото метро има 16 линии – 14 главни и две второстепенни. Главните линии са номерирани от 1 до 14. Двете допълнителни линии са номерирани 3bis и 7bis, тъй като първоначално се използват като разклонения на линиите 3 и 7. Заедно с номера, всяка линия има и отделен цвят, с който се обозначава на картите и в станциите.
| Линия | Крайни станции                                                        | Година | Дължина | Станции |
| ----- | --------------------------------------------------------------------- | ------ | ------- | ------- |
| 1     | Ла Дефанс ↔ Шато дьо Венсен                                           | 1900   | 16,5 km | 25      |
| 2     | Порт Дофин ↔ Насион                                                   | 1900   | 12 km   | 25      |
| 3     | Пон дьо Левалоа ↔ Галиени                                             | 1904   | 12 km   | 25      |
| 3bis  | Гамбета ↔ Порт де Лила                                                | 1921   | 1,3 km  | 4       |
| 4     | Порт дьо Клинянкур ↔ Баньо – Люси Обрак                               | 1908   | 10,5 km | 26      |
| 5     | Плас д'Итали ↔ Бобини – Пабло Пикасо                                  | 1906   | 14,5 km | 22      |
| 6     | Шарл дьо Гол-Етоал ↔ Насион                                           | 1907   | 13,5 km | 28      |
| 7     | Вилжуиф – Луи Арагон / Мери д'Иври ↔ Ла Курньов – 8 май 1945          | 1910   | 22,5 km | 38      |
| 7bis  | Луи Блан ↔ Пре-Сен-Жерве                                              | 1911   | 3 km    | 8       |
| 8     | Балар ↔ Кретей                                                        | 1913   | 22 km   | 37      |
| 9     | Пон дьо Севър ↔ Мери дьо Монтрой                                      | 1922   | 20 km   | 37      |
| 10    | Булоня ↔ Гар д'Аустерлиц                                              | 1913   | 12 km   | 23      |
| 11    | Шатле ↔ Мери де Лила                                                  | 1935   | 6,5 km  | 13      |
| 12    | Мери д'Иси ↔ Мери д'Обервилие                                         | 1910   | 14 km   | 28      |
| 13    | Шатийон-Монтруж ↔ Асниер-Женвилие – Ле Куртий / Сен Дени – Университе | 1911   | 21 km   | 32      |
| 14    | Мери дьо Сен-Уен ↔ Олампиад                                           | 1998   | 8 km    | 9       |